# Kościół św. Rocha w Lublanie
Kościół św. Rocha (słoweń. cerkev sv. Roka v Dravljah) – kościół filialny, rzymskokatolicki znajdujący się w Lublanie, w dzielnicy Dravlje.

## Historia
Kościół wybudowany został jako wotum za ustąpienie zarazy w 1644. Budowę rozpoczęto w 1646, trwała ona co najmniej do 1650. Według protokołu wizytacyjnego z 1668 wynika, że kościół posiadał zaokrąglone prezbiterium, drewniany strop nad nawą, dzwonnicę i kruchtę. Wewnątrz znajdowały się dwa ołtarze: główny i boczny poświęcony Matce Bożej. 
W 1730 w miejscu starego kościoła powstał nowy, barokowy. Przypuszcza się, że projekt wykonał architekt Johann Georg Schmidt. W 3. ćwierci XVIII wieku do zachodniej fasady dostawiono wieżę - dzwonnicę.
Kościół był miejscem pielgrzymkowym, główne uroczystości miały miejsce 16 sierpnia (św. Rocha). Pielgrzymki zostały zakazane w 1761 przez Józefa II, tradycja procesji odrodziła się w 1888 i trwała do wybuchu I wojny światowej.
W 1895 nawa kościoła została zniszczona przez trzęsienie ziemi.
Był kościołem filialnym parafii Šentvid do czasu ustanowienia w Dravlje samodzielnej parafii (1961). Wtedy też przeprowadzono remont kościoła, m.in. wymieniono ławki, odrestaurowano ołtarze, odnowiono dzwonnicę. Do kościoła doprowadzono prąd. Od 1985 siedzibę parafii przeniesiono do nowego kościoła Wcielenia Chrystusa.       

## Architektura i wyposażenie
Kościół jest salowy o nawie zbliżonej kształtem do ośmiokąta, z prezbiterium na planie kwadratu o ściętych narożach. Po południowej stronie znajduje się baptysterium ozdobione współczesną mozaiką przedstawiającą Ducha Świętego (dzieło Stane'a Kregara) oraz zakrystia.
Z pierwotnego wyposażenia w kościele znajduje się rzeźba przedstawiająca św. Rocha, której powstanie łączy się z założeniem w 1761 Bractwa św. Rocha, oraz późnobarokowa ambona z końca XVIII wieku z malowanymi przedstawieniami ewangelistów.
Ołtarze wykonane zostały w latach 1870-1873 przez rzeźbiarza Mateja Tomca ze Šentvid. Ołtarz główny z przedstawieniem św. Rocha, ołtarze boczne z obrazami Wniebowzięcia Najświętszej Marii Panny (po lewej) i świętych Kosmy i Damiana (po prawej).
Droga krzyżowa namalowana jest w większości przez malarza Janeza Potočnika.